# Arturo Merzario
Arturo Francesco Merzario (Civenna, 1943. március 11.) olasz autóversenyző, Formula–1-es pilóta.

## Pályafutása
Pályafutását sportkocsikkal kezdte, majd 1970-ben a Ferrarihoz igazolt. Olyan jó teljesítményt mutatott, hogy két évvel később, 1972-ben leszerződtették a Formula–1-es csapatba. 1974-ben a Williamshez igazolt és két ízben is pontszerző helyen végzett. 1976 második felében már a March csapatában versenyzett. 1977-ben a saját March kocsijával állt rajthoz.

## Eredményei

### Teljes Formula–1-es eredménysorozata
(Táblázat értelmezése)

(Félkövér: pole-pozícióból indult; dőlt: leggyorsabb kört futott) 

| Év   | Csapat                     | Kaszni          | Motor           | 1      | 2      | 3      | 4      | 5      | 6      | 7      | 8      | 9      | 10     | 11     | 12     | 13     | 14     | 15     | 16     | 17  | Helyezés | Pont |
| ---- | -------------------------- | --------------- | --------------- | ------ | ------ | ------ | ------ | ------ | ------ | ------ | ------ | ------ | ------ | ------ | ------ | ------ | ------ | ------ | ------ | --- | -------- | ---- |
| 1972 | Scuderia Ferrari           | Ferrari 312B2   | Ferrari Flat-12 | ARG    | RSA    | ESP    | MON    | BEL    | FRA    | GBR 6  | GER 12 | AUT    | ITA    | CAN    | USA    |        |        |        |        |     | 20.      | 1    |
| 1973 | Scuderia Ferrari           | Ferrari 312B2   | Ferrari Flat-12 | ARG 9  | BRA 4  | RSA 4  | ESP    | BEL    |        |        |        |        |        |        |        |        |        |        |        |     | 12.      | 6    |
| 1973 | Scuderia Ferrari           | Ferrari 312B3   | Ferrari Flat-12 |        |        |        |        |        | MON Ki | SWE    | FRA 7  | GBR    | NED    | GER    | AUT 7  | ITA Ki | CAN 15 | USA 16 |        |     | 12.      | 6    |
| 1974 | Frank Williams Racing Cars | Iso-Marlboro FW | Cosworth V8     | ARG Ki | BRA Ki | RSA 6  | ESP Ki | BEL Ki | MON Ki | SWE NI | NED Ki | FRA 9  | GBR Ki | GER Ki | AUT Ki | ITA 4  | CAN Ki | USA Ki |        |     | 17.      | 4    |
| 1975 | Frank Williams Racing Cars | Williams FW03   | Cosworth V8     | ARG -  | BRA Ki | RSA Ki |        | MON NK | BEL Ki | SWE    | NED    | FRA    | GBR    | GER    | AUT    |        |        |        |        |     | -        | 0    |
| 1975 | Frank Williams Racing Cars | Williams FW04   | Cosworth V8     |        |        |        | ESP Ki |        |        |        |        |        |        |        |        |        |        |        |        |     | -        | 0    |
| 1975 | Fittpaldi-Copersucar       | Fittipaldi FD03 | Cosworth V8     |        |        |        |        |        |        |        |        |        |        |        |        | ITA 11 | USA    |        |        |     | -        | 0    |
| 1976 | Ovoro March                | March 761       | Cosworth V8     | BRA    | RSA    | USW NK | ESP Ki | BEL Ki | MON NK | SWE 14 | FRA 9  | GBR Ki |        |        |        |        |        |        |        |     | -        | 0    |
| 1976 | Walter Wolf Racing         | Williams FW05   | Cosworth V8     |        |        |        |        |        |        |        |        |        | GER Ki | AUT Ki | NED Ki | ITA NI | CAN Ki | USA Ki | JPN Ki |     | -        | 0    |
| 1977 | Team Merzario              | March 761B      | Cosworth V8     | ARG    | BRA    | RSA    | USW    | ESP Ki | MON NK | BEL 14 | SWE    | FRA Ki | GBR Ki | GER NK |        | NED NK | ITA    | USA    | CAN    | JPN | -        | 0    |
| 1977 | Shadow Racing              | Shadow DN8      | Cosworth V8     |        |        |        |        |        |        |        |        |        |        |        | AUT Ki |        |        |        |        |     | -        | 0    |
| 1978 | Team Merzario              | Merzario A1     | Cosworth V8     | ARG Ki | BRA NK | RSA Ki | USW Ki | MON NK | BEL NK | ESP NK | SWE -  | FRA NK | GBR Ki | GER NK | AUT NK | NED Ki | ITA Ki | USA Ki | CAN NK |     | -        | 0    |
| 1979 | Team Merzario              | Merzario A1B    | Cosworth V8     | ARG Ki | BRA NK | SAF NK | USW Ki |        |        |        |        |        |        |        |        |        |        |        |        |     | -        | 0    |
| 1979 | Team Merzario              | Merzario A2     | Cosworth V8     |        |        |        |        | ESP NK | BEL NK | MON    | FRA NK |        |        |        |        |        |        |        |        |     | -        | 0    |
| 1979 | Team Merzario              | Merzario A4     | Cosworth V8     |        |        |        |        |        |        |        |        | GBR NK | GER NK | AUT NK | DUT NK | ITA NK | CAN NK | USA NK |        |     | -        | 0    |

## Fordítás
- Ez a szócikk részben vagy egészben  az   Arturo Merzario című angol Wikipédia-szócikk fordításán alapul.  Az eredeti cikk szerkesztőit annak laptörténete sorolja fel. Ez a jelzés csupán a megfogalmazás eredetét és a szerzői jogokat jelzi, nem szolgál a cikkben szereplő információk forrásmegjelöléseként.

## Külső hivatkozások
- Profilja a grandprix.com honlapon (angolul)
- Profilja a statsf1.com honlapon (angolul)
- Profilja a driverdatabase.com honlapon (angolul)